# Maranta protracta
Maranta protracta är en strimbladsväxtart som beskrevs av Friedrich Anton Wilhelm Miquel. Maranta protracta ingår i släktet Maranta och familjen strimbladsväxter. Inga underarter finns listade.